# Zastava Hondurasa
Zastava Hondurasa usvojena je 7. ožujka 1866. Bazirana je na zastavi Sjedinjenih Država Srednje Amerike. Sastoji se od tri vodoravna polja; dva plava koja predstavljaju Pacifik i Karipsko more. 
Pet plavih petokrakih zvijezda predstavljaju pet država bivših Sjedinjenih Država Srednje Amerike i nadu da će ove članice ponovno formirati uniju. Države članice bile su Salvador, Kostarika, Nikaragva, Honduras i Gvatemala. Zvijezde su raspoređene u obliku slova H, na sredini bijelog polja.

## Vanjske poveznice
- Flags of the World